# Дом Форера
Дом Форера —   архитектурное сооружение в городе Гёйгёль, Азербайджан, возводимое немецкими поселенцами в XIX веке. Этот дом, олицетворяющий элементы немецкого архитектурного стиля, выделяется на фоне других зданий улицы. Его фасады украшены резными элементами, а в верхней части деревянных дверей выгравировано имя владельца. Эти дома были созданы немецкими семьями, переселившимися в регион из Европы, и возвели более 500 домов, образуя 6 улиц. В настоящее время в городе можно встретить следы немецкого наследия в виде архитектурных образцов.

## Реставрация
Журналисты посетили эти здания, в ходе которых провели осмотр реставрационных и восстановительных работ.  Самый крупный из этих памятников расположен на центральной улице Гомер, занимая площадь в 1380 квадратных метров и состоящий из 7 больших комнат. В 1850-х годах торговцы из Европы, посещавшие Гёйгёль, восхищались здесь производимыми немцами винами. Впоследствии начался экспорт гёйгёльских вин в страны Европы и Царской России. Для хранения произведенных вин был построен завод и созданы подземные погреба, напоминающие "подземные города".

## Наследие и Продолжение Традиции
Статья отмечает важность этих подземных погребов для хранения вина и подчеркивает, что стабильная температура воздуха в этих погребах играла ключевую роль в долгосрочном сохранении напитка. Произведены работы по восстановлению и очистке этих зданий, и в настоящее время они обеспечиваются электроэнергией. Предполагается, что в следующие годы эти погреба будут предоставлены как объект туризма для посетителей и местных жителей.

### Архитектурное Наследие и История
Дом Форера — архитектурное сооружение в городе Гёйгёль, Азербайджан, построенное немецкими поселенцами в XIX веке. Этот замок отличается своим выдающимся стилем, который представляет элементы немецкой архитектуры. Строение было частью поселения, состоявшего из 124 немецких семей, переселенных в Кавказ. Они создали 6 улиц и построили более 500 домов, оставив свой след в виде великолепных архитектурных образцов.

### История и Значение
История дома Форера связана с развитием виноделия в регионе. В 1850-х годах торговцы из Европы, посещая Гёйгёль, восхищались здешними винами, и начался экспорт вина в Европу и Россию. Завод по производству вина был построен, а для хранения вина созданы подземные погреба, имеющие значение для сохранения стабильной температуры.

## Туризм и Восстановление
На сегодняшний день дом Форера подвергается реставрационным и восстановительным работам. Эти работы включают в себя обновление электроснабжения и очистку сооружения. В планах предоставить эти погреба в пользование туристам и местным жителям в ближайшие годы как объект туризма.
Дом Форера является не только архитектурным артефактом, но и символом культурного наследия немецкого населения. С его восстановлением и открытием для туристов, это место ключевой объект туризма в Гёйгёле, привлекающая внимание как местных, так и иностранных посетителей как к богатой истории региона.